# Zeno Vancea
Zeno Octavian Vancea (født 10. oktober 1900 i Bocşa, død 15. januar 1990 i Bukarest, Rumænien) var en rumænsk komponist, lærer, rektor og professor.
Vancea studerede komposition i Cluj på Dima Musikkonservatorium og på Lugoj Musikkonservatorium. Han var professor, rektor og lærer i musikhistorie og komposition på bl.a. Tîrgu Mureş Musikkonservatorium, Timişoara Musikkonservatorium og Bukarest Musikkonservatorium.
Vancea har skrevet 2 sinfoniettas, orkesterværker, kammermusik, balletmusik, filmmusik, korværker, vokalmusik etc. Han var sekretær og viseformand for den Rumænske Komponistforening.

## Udvalgte værker
- Sinfonietta nr. 1 (1948) - for orkester
- Sinfonietta nr. 2 (1967) - for orkester
- "Symfonisk prolog" (1974) - for orkester
- "Două dansuri populare" (1931) - for orkester